# Problemi economici del socialismo nell'URSS
Problemi economici del socialismo nell'URSS (in russo Экономические проблемы социализма в СССР?, Ėkonomičeskie problemy socializma v SSSR), è un'opera di Iosif Stalin, pubblicata alla fine del 1952 e che presenta una raccolta di articoli con commenti sul progetto di creare un nuovo libro di testo di economia politica. Tocca anche momenti chiave nello sviluppo della scienza economica in URSS. Questo lavoro rappresenta lo sviluppo di Stalin dell'economia politica marxista e formula i principi di base dell'economia politica del socialismo nella visione stalinista.

## Motivo della creazione del libro
Il motivo immediato per scrivere questo libro teorico fu il lungo lavoro sul nuovo libro di testo Economia politica, il cui insegnamento divenne obbligatorio in tutte le università sovietiche dal settembre 1943, sostituendo il corso Teoria dell'economia sovietica. Stalin è stato direttamente coinvolto nel lavoro sul libro di testo e nella discussione delle sue varianti. Come risultato di questo lavoro, la discussione economica del novembre (1951) ebbe luogo in una conferenza organizzata dal Comitato Centrale del Partito Comunista di tutta l'Unione dei Bolscevichi. Iosif Stalin non ha preso parte a questa conferenza, ma ha studiato attentamente tutti i discorsi e li ha analizzati in dettaglio, facendo i suoi commenti. Il risultato di questo lavoro fu l'opuscolo Osservazioni su questioni economiche relative al dibattito del novembre 1951, pubblicato in una piccola edizione per uso ufficiale all'inizio di febbraio 1952.
Letteralmente una settimana dopo, Iosif Stalin e la massima leadership sovietica si incontrarono con un gruppo di studiosi che ebbero il tempo di conoscere le osservazioni di Stalin sulla conferenza. Vi hanno preso parte membri del Politburo: L.P. Berija, G.M. Malenkov, N.A. Bulganin, N.S. Chruščëv, V.M. Molotov, A.I. Mikojan e L.M. Kaganovič. Gli scienziati erano rappresentati da importanti storici, filosofi ed economisti K.V. Ostrovitjanov, D.T. Šepilov, P.F. Judin, L.M. Gatovsky, I.I. Kuz'minov, Z.V. Atlas, M.I. Rubinstein, A.V. Bolgov, A.A. Arakeljan, A.D. Gusakov, G.A. Kozlov, V.I. Pereslegin, I.D. Laptev, L.A. Leont'jev, A.I. Paškov, N.N. Ljubimov, M.V. Nechkina e V.J. Vasiljeva. Secondo un certo numero di autori liberali moderni (J.A. Pevzner, P.P. Čerkasov), Stalin era insoddisfatto dei risultati dell'ultima conferenza, indicando la stagnazione della scienza economica e l'inerzia di pensare di molti economisti che non erano in grado di andare oltre la cornice del Marxismo-Leninismo e comprendere in modo creativo nuovi compiti, la costruzione socialista nell'URSS e le democrazie popolari.
Pertanto, decise di esprimere la propria posizione sulla metodologia dell'economia politica del socialismo, che fu sintetizzata in un libro pubblicato all'inizio di ottobre 1952, alla vigilia del XIX Congresso del PCR(b).

## Contenuto
Come in alcuni dei precedenti lavori di Stalin, il materiale è presentato sotto forma di risposte a domande. Gli articoli principali del libro erano: Osservazioni su questioni economiche relative al dibattito del novembre 1951, Risposta al compagno Notkin Aleksander Iljič (21 aprile 1952), Sugli errori del compagno Jarošenko L.D. (22 maggio 1952), Risposta ai compagni Sanina A.V. e Venžer V.G. (28 settembre 1952).
Stalin ha sottolineato che, a differenza del capitalismo, sotto il socialismo:
- i mezzi di produzione non sono merci;
- la contabilità dei costi non serve come misura della redditività delle imprese, ma è una misura della contabilità e del controllo, anche sulla gestione delle imprese stesse;
- la legge del valore ha un carattere oggettivo, non può essere abolita o trasformata, ma le condizioni oggettive della sua azione possono e devono essere limitate da un ulteriore sviluppo del sistema economico socialista.

Stalin rifiutò incondizionatamente l'efficacia della moderna economia capitalista, sostenne l'ulteriore nazionalizzazione di tutte le strutture economiche del paese con la trasformazione della proprietà cooperativa di kolchoz e sovchoz al livello di proprietà statale, ma senza fondersi con essa.
La conclusione più significativa di questo lavoro è stata la tesi sulla possibilità di costruire il socialismo in un unico paese in un ambiente ostile, per il quale devono essere soddisfatte tre condizioni obbligatorie:
1. creare e garantire non solo un'organizzazione razionale delle forze produttive, ma anche la crescita continua della produzione sociale con la priorità dei mezzi di produzione per la riproduzione allargata di tutti i rami dell'economia nazionale;
2. mediante transizioni graduali elevare la proprietà kolchoziana e cooperativa al livello di tutto il popolo e sostituire gradualmente la circolazione delle merci con un sistema di scambio diretto dei prodotti;
3. per ottenere un aumento significativo del livello culturale del popolo sovietico e del sistema sovietico, che fornirebbe a tutti i membri della società l'opportunità di realizzare le proprie capacità fisiche e mentali[1].

Riassumendo la seconda sezione dell'articolo Osservazioni su questioni economiche relative al dibattito del novembre 1951, dedicato alla produzione di merci in URSS, l'autore propone di abbandonare il trasferimento meccanico all'economia socialista di alcune categorie politiche ed economiche mutuate da Marx analisi del modo di produzione capitalistico:
[…] Я думаю, что наши экономисты должны покончить с этим несоответствием между старыми понятиями и новым положением вещей в нашей социалистической стране, заменив старые понятия новыми, соответствующими новому положению. Мы могли терпеть это несоответствие до известного времени, но теперь пришло время, когда мы должны, наконец, ликвидировать это несоответствие.»
[...] Io penso che i nostri economisti dovrebbero porre fine a questa discrepanza tra i vecchi concetti e il nuovo stato di cose nel nostro paese socialista, sostituendo i vecchi concetti con quelli nuovi corrispondenti alla nuova situazione. Potremmo tollerare questa discrepanza fino a un certo tempo, ma ora è giunto il momento in cui dobbiamo finalmente eliminare questa discrepanza.»
(Iosif Stalin, Problemi economici del socialismo nell'URSS)
Nel libro, Stalin formulò la legge economica fondamentale del socialismo:
(Iosif Stalin, Problemi economici del socialismo nell'URSS)
Ha delineato tre condizioni che riteneva necessarie per il passaggio dal socialismo al comunismo, nella sua tesi concetto, le relazioni merce-denaro (M-D) sotto il socialismo sono considerate inevitabili, e quindi ammissibili, tuttavia, quando si va verso il pieno comunismo, deve avvenire la loro rimozione dialettica, una transizione verso lo scambio diretto dei prodotti.
Come unica ragione dell'esistenza della produzione di merci sotto il socialismo, Stalin definì l'esistenza di due forme di proprietà, rifiutando tutti gli altri punti di vista, in particolare l'interpretazione contabilità e distribuzione della legge del valore sotto il socialismo, su cui si basava il libro di N.A. Voznesenskij Economia militare dell'URSS durante la guerra patriottica. Ha limitato l'ambito della produzione di merci ai beni di consumo personale. Ha sostenuto che la legge del valore sotto il socialismo non è un regolatore della produzione e l'attuale redditività delle singole imprese e dei settori dell'economia non è significativa, l'ambito della legge del valore si estende principalmente alla circolazione delle merci, principalmente ai beni di consumo. L'impatto della legge del valore sulla produzione si realizza nella misura in cui i prodotti necessari per compensare il dispendio di forza lavoro sono prodotti come merci e devono essere presi in considerazione attraverso la contabilità dei costi, la redditività, i costi, i prezzi.
Procedendo da queste affermazioni teoriche, Stalin respinse la proposta avanzata nelle lettere dei coniugi economisti A.V. Sanina e V.G. Venžer sulla vendita di attrezzature SMT alle fattorie collettive. Sanina e Venžer sono stati sottoposti a un lungo studio dai loro colleghi su scala più ampia. La professoressa associata Sanina fu costretta a lasciare il suo lavoro di insegnante all'Università statale di Mosca. La vendita di attrezzature SMT alle fattorie collettive è stata effettuata nel 1958.
Il libro venne utilizzato come guida nella preparazione di un nuovo libro di testo sull'economia politica, pubblicato nel 1954 sotto la direzione dell'accademico K.V. Ostrovitjano - a quel tempo (1948-1954) l'editore e capo della rivista Questioni economiche.

## Reazioni all'opera
A.I. Mikojan ricordava:
(Anastas Mikojan, Così era stato)
Già nel luglio 1953, al plenum del Comitato centrale del PCUS, il presidente del Consiglio dei ministri G.M. Malenkov ha criticato la tesi del passaggio allo scambio di prodotti:
(Georgij Malenkov, Ritratto sullo sfondo dell'epoca)

## Impatto sull'ulteriore sviluppo
Il lavoro di Stalin divenne oggetto di accese discussioni e lodi al XIX Congresso del PCUS(b) e sulla stampa. Tuttavia, alcuni membri del Politburo (V.M. Molotov e A.I. Mikojan) hanno preso in modo critico alcune sue disposizioni: in particolare, la tesi sull'eliminazione dei rapporti merci e il passaggio allo scambio diretto di prodotti.
Durante la discussione del libro, gli economisti si sono divisi in "operatori di marketing" (J.A. Krondrov e altri) e "pianificatori" (N.A. Zagolov e altri), che successivamente hanno trovato una continuazione nella discussione sui modi di sviluppare l'economia dell'URSS e la cosiddetta riforma di Kosygin.